# Giovanni Henskens
Giovanni Henskens ('s-Hertogenbosch, 25 november 1987) is een Nederlandse verdediger die op dit moment speelt voor VV Dongen.
Hij doorliep de jeugdelftallen van RKVV Wilhelmina, PSV en FC Den Bosch.
Henskens maakte zijn debuut in het betaalde voetbal op 5 december 2008 tegen BV Veendam

## Carrière
| Seizoen | Club    | Wedstrijden | Doelpunten | Competitie     |
| ------- | ------- | ----------- | ---------- | -------------- |
| 2007/08 | TOP Oss | 0           | 0          | Eerste divisie |
| 2008/09 | TOP Oss | 3           | 0          | Eerste divisie |
| Totaal  |         | 3           | 0          |                |